# Dominique Ducharme (musicien)
Pour les articles homonymes, voir Dominique Ducharme et Ducharme.
Dominique Ducharme, né le 14 mai 1840 à Lachine et mort le 28 décembre 1899 à Montréal, est un pianiste, organiste, et professeur de musique québécois.

## Biographie
Dominique Ducharme a étudié la musique avec Paul Letondal et Charles Wugk Sabatier au Québec.
Il se rendit en France pour étudier pendant cinq années au Conservatoire de Paris avec les professeurs de musique Antoine-François Marmontel et François Bazin. 
À Paris, il fait la connaissance de plusieurs musiciens remarquables qui ont influencé son piano et technique de l'orgue, notamment Franz Liszt, Camille Saint-Saëns et Rossini qui le surnommait son « grand Canadien ». 
Plus tard, de retour au Québec, il se lia d'amitié Ignacy Jan Paderewski en 1889 qu'il considérait comme le plus grand pianiste de son temps, une relation qui a ajouté à son piano l'enseignement de la méthodologie de l'école viennoise. 
Il fut organiste à l'église du Gesù de Montréal de 1869 à 1898. En 1896-1897, il était le président de l'Académie de musique du Québec. Il fut le professeur de piano d'Édouard Clarke, Achille Fortier, Alfred La Liberté, William Reed, Émiliano Renaud et Joseph Saucier.